# Магун, Чарльз Эдвард
Чарльз Эдвард Магун (англ. Charles Edward Magoon, 5 декабря 1861, Оватонна, Миннесота, США — 14 января 1920, Вашингтон, США) — американский юрист, судья, дипломат и администратор. Магун занимал должности губернатора Зоны Панамского канала, министра в Панаме и губернатора Кубы.С 13 октября 1906 года по 28 января 1909 года — губернатор Кубы.
Он был также объектом нескольких маленьких скандалов во время его карьеры.
Как консультант по правовым вопросам, работающий на Военное министерство США, он написал рекомендации и отчеты, которые использовались Конгрессом США и исполнительной властью в управлении новыми территориями Соединённых Штатов после испанско-американской войны. Эти отчеты собрали в книгу в 1902. В течение всего времени губернаторства, Магун работал над претворением в жизнь этих рекомендаций.